# Leioscyphus gottscheanus
Leioscyphus gottscheanus là một loài rêu tản trong họ Geocalycaceae. Loài này được (Lindenb. ex Lehm.) Stephani miêu tả khoa học lần đầu tiên năm 1906.